# Desayunos informales
Desayunos informales es un programa de televisión uruguayo de género magazine, que mezcla humor, noticias, diversión y juegos. Se estrenó el 13 de julio de 2015 por el canal de televisión uruguayo Teledoce. Se emite de lunes a viernes desde las 08:00 hasta las 12:00 horas. Es conducido actualmente por Ignacio Martirené, Jorge "Coco" Echagüe y Victoria Zangaro.
El programa fue galardonado por los Premios Iris como mejor magacín de televisión por tres años consecutivos, entre 2016 y 2018, superando a La mañana en casa y Buen día Uruguay.

## Formato

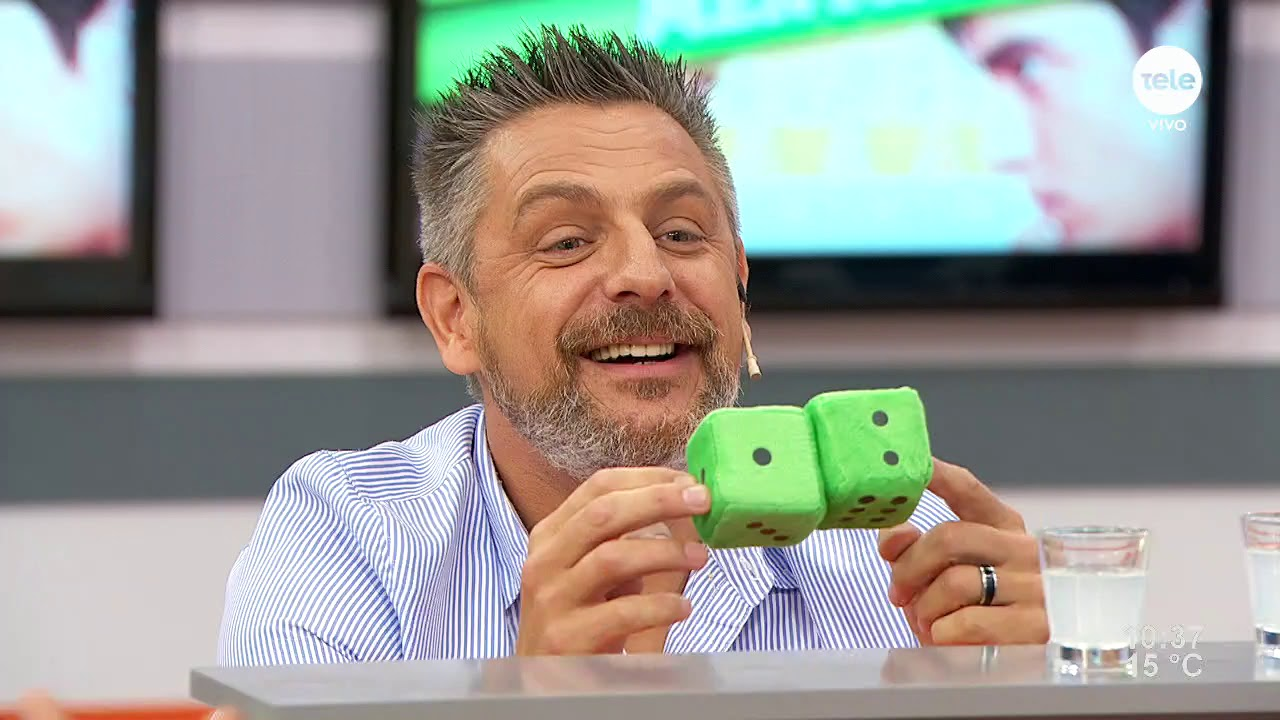
Jorge Echagüe conductor de la segunda mañana de Desayunos informales

El magazín cuenta desde sus inicios con dos tramos diferenciados.
El primero, emitido luego de la primera edición de Telemundo, es un formato más periodístico en donde se analiza en profundidad la actualidad política y social del país,  incluyendo además, entrevistas con los protagonistas de dicha actualidad. 
Su segundo tramo, a partir de las diez de la mañana, cuenta con un estilo más descontracturado que el anterior, con actualidad de espectáculos, entretenimiento y juegos. Esta sección va hasta el mediodía y es  conducido por Jorge "Coco" Echagüe y Victoria Zangaro. 
Hasta el año 2018 La receta - que si bien  se realiza en el mismo estudio que Desayunos informales - era un formato distinto al mismo. Comenzó a ser parte del mismo y tenía una duración de 30 minutos. En 2020 dicha decisión es revertida, ya que el programa vuelve a ser un programa independiente a la segunda mañana, se transmite desde las 12:00 hasta las 12:30.

## Historia
El programa comenzó el 13 de julio de 2015, luego de finalizado el ciclo Día perfecto.  Al igual que en la actualidad, contaba con los dos tramos ya mencionados (primera y segunda mañana). La primera mañana desde sus inicios fue conducida por María Noel Marrone y contaba con la participación de Pablo Fabregat, Jaime Clara, Juan Miguel Carzolio, Juan Carlos Paullier, Jorge Bafico, Marcelo Tejera y Martín Sarthou. La segunda mañana era conducida por la pareja de este último, Victoria Zangaro, y Alejandro Figueredo, en el cual también participaban Lucía Brocal, Andy Vila, Martín Angolini, Martina Graf, Ximena Barbé y Marcel Keoroglian. 
A fin de año, el experto en psicología, Jorge Bafico, abandona el programa por motivos personales. En 2016 se retiran del programa, Martín Sarthou, Marcelo Tejera y Martina Graf. Reemplazando a esta última, ingresa al programa Sebastián González en el rol de cronista. A mediados de 2017 se retiran del programa Andy Vila y Ximena Barbé, ambas por problemas laborales. Ingresan Manuela da Silveira y Camila Rajchman para reemplazarlas. Unos días más tarde, Sebastián González se va por problemas con la producción. A fines de 2017, Jorge "Coco" Echagüe es el nuevo conductor de la segunda mañana luego de la renuncia de Alejandro Figueredo.
En el 2018 se retiran dos panelistas de la "primera mañana". Renuncia, en el mes de junio, Cecilia Olivera, para conducir el programa Tarde o temprano. También se retira alguien para conducir otro programa, en este caso Pablo Fabregat, para formar parte, junto a Cecilia Bonino, de la conducción de Algo que decir.
En ese año, durante unos meses, Federico Buysán es invitado para ser columnista en la sección de deportes.
A finales de ese año, específicamente el 28 de diciembre, la panelista Manuela da Silveira se retira del programa. Fue reemplazada por Rosario Castillo. El 12 de noviembre de 2020, María Noel Marrone se despidió de la conducción del programa, siendo reemplazada por Ignacio Martirené. Finalmente Martirené abandonó la conducción de la "primera mañana" en julio de 2022 para sumarse al equipo de conductores de Telemundo. Asumió la conducción el anterior panelista Nicolas Batalla, ingresando así Ana Matyszczyk al panel del programa.

## Equipo

### Conductores
- María Noel Marrone (2015 - 2020)
- Alejandro Figueredo (2015 - 2017)
- Victoria Zangaro (2015 - presente)
- Jorge "Coco" Echagüe (2017 - presente)
- Ignacio Martirené (2021 - 2022)
- Nicolás Batalla (2022 - presente)

### Panelistas
- Juan Miguel Carzolio (2015 - 2020)
- Jaime Clara (2015 - 2019)
- Martín Sarthou (2015 - 2016)
- Pablo Fabregat (2015 - 2018)
- Lucía Brocal (2015 - presente)
- Andy Vila (2015 - 2017)
- Manuela da Silveira (2017 - 2018)
- Rosario Castillo (2018 - 2019)
- Juan Hounie (2019 - 2020)
- Facundo Macchi (2020 - 2021)
- Nicolás Batalla (2020 - presente)
- Leonardo Haberkorn (2020 - presente)
- Paula Scorza (2021 - presente)
- Lucía Rodríguez (2021)
- Magdalena Prado (2021)
- Diego Jokas (2021 - presente)
- Ana Matyszczyk (2022 - presente)

### Columnistas
- Martín Angiolini, música (2015 - 2021)
- Marcel Keoroglian, humor (2015 - presente)
- Juan Carlos Paullier, salud (2015 - 2019)
- Marcelo Tejera, deportes (2015 - 2017)
- Jorge Bafico, psicología (2015)
- Martin Charquero, deportes (2016 - 2017)
- Sebastián González, humor (2016 - 2017)
- Federico Buysan, deportes (2018 - 2020)
- Facundo Macchi, tecnología (2020 - 2021)
- Diego Jokas, deportes (2021 - presente)

### Cronistas
- Martina Graf (2015 - 2016)
- Ximena Barbé (2015 - 2017)
- Sebastián González (2016 - 2017)
- Camila Rajchman (2017 - 2022)
- Nadia Fumeiro (2022 - presente)

## Premios y nominaciones
| Año  | Premio       | Categoría                                       | Receptor             | Resultado |
| 2016 | Premios Iris | Labor humorística en TV                         | Marcel Keoroglián    | Ganador   |
| 2016 | Premios Iris | Premio Iris revelación                          | Martina Graf         | Nominada  |
| 2016 | Premios Iris | Mejor panelista de TV                           | Andy Vila            | Nominada  |
| 2016 | Premios Iris | Mejor magazine de TV                            | Desayunos informales | Ganadores |
| 2017 | Premios Iris | Mejor magazine de TV                            | Desayunos informales | Ganadores |
| 2017 | Premios Iris | Mejor conductor/a de noticiero y/o periodístico | María Noel Marrone   | Nominada  |
| 2017 | Premios Iris | Labor Humorística en TV                         | Marcel Keoroglián    | Nominado  |
| 2017 | Premios Iris | Mejor Notero/Movilero                           | Martina Graf         | Nominada  |
| 2017 | Premios Iris | Revelación de TV                                | Sebastián González   | Nominado  |
| 2017 | Premios Iris | Mejor Conductor de TV                           | Alejandro Figueredo  | Ganador   |
| 2018 | Premios Iris | Mejor Magazine de TV                            | Desayunos Informales | Ganador   |
| 2018 | Premios Iris | Mejor Conductor de TV                           | Jorge “Coco” Echagüe | Nominado  |
| 2018 | Premios Iris | Mejor Labor Humorística en TV                   | Marcel Keoroglian    | Nominado  |
| 2018 | Premios Iris | Revelación en TV                                | Camila Rajchman      | Nominada  |